# 紅蝦港中太宮 (學甲)
中太宮是臺灣臺南市學甲區紅茄里的一間廟宇，位於傳統學甲十三庄中倒風寮中的紅蝦港聚落，也是該聚落的聚落的角頭廟，主祀為中壇元帥，同祀神祇則有徐府元帥與虎爺將軍。是學甲慈濟宮祭祀圈中的47角頭中之一，另在學甲慈濟宮的代表選舉中，屬東北郊選舉區，也因此是上白礁謁祖與學甲刈香的基本參與廟宇之一。
早期在日據時期行政位置屬溪洲子寮二保，臺灣光復後此地設為紅茄村，再後學甲升格為鎮級行政區，故又改為紅茄里，2006年2月1日學甲實施行政區域調整，將原有之頂洲、紅茄、新芳等3個里合併為三慶里，故而中太宮目前歸屬在三慶里境內。

## 建廟沿革
紅蝦港因原是急水溪南岸的一處港灣，因盛產紅蝦而得名，早期同時也是船隻必經之地，惟急水溪流域淤積導致河道南移，於是此地便逐漸形成一個荒地。其後，在光緒12年（1886年）時方有來自鄰庄七塊厝的聚落先祖李燮、李梓、李入等3戶入墾，數年後，由於大家的生活已逐漸安定，為感謝神佛的庇佑，並又於光緒17年間（1891年）由開庄的先民們，迎請祇徐府元帥前來觀手轎，經指示後信眾便雕刻元帥神尊予以祭祀，只是當時的神尊僅是供奉於一般民家祭祀。
歷經一百多年的民家供奉形式後，信眾們覺得對太子爺難以交代，於是便有一些信眾提議興建廟宇，讓太子爺有個固定的場所供大眾參拜，於是便在1981年請求慈濟宮保生大帝來幫忙擇地，並訂定廟名為中太宮，廟宇於同年農曆十月完工，隨後也舉行入火安座儀式。    

## 軼事
為了能落實庇佑庄內信眾，紅蝦港中太宮經常舉行淨車除穢儀式，以讓信眾們外出行車時得以平安，而除穢儀式則是由法師以採煮油方式進行。另外，主神中壇元帥也曾協助警方破獲竊盜案，以及幫助信眾找尋各種遺失物品，也曾經協助民眾與警方尋找一位失智老人的事蹟。此外，也因發生過各種的神奇事蹟，因而引起本土長生劇「戲說台灣」的注意，並也曾借用廟宇作為錄影場地進行影劇的拍攝。
紅蝦港聚落中的庄民說的大廟，並非是指聚落庄廟中太宮，而是專指學甲慈濟宮。庄民喜歡將慈濟宮比喻做派出所，而中太宮因屬慈濟宮所管轄，因此也順理成章的變為分駐所，將兩廟間視作是一種主從關係。此外，紅蝦港因聚落不大居住戶數不多，而中太宮每次參與廟會的陣頭與項目的人數一班就得23人，加上需要活動進行中也需換班，因此每次的廟會活動，幾乎都是需要出動全庄的民眾，所以一有廟會每一戶幾乎都得派1個人以上參與。
由於紅蝦港是由七塊厝李家尾房部分宗人所移居，其後又建聚落角頭廟中太宮，因神祇為分靈自煥昌的文衡殿，因而每當煥昌文衡殿的關聖帝君聖誕時，中太宮皆會回煥昌的文衡殿進香過爐儀式，有著飲水思源與念舊的含義。

## 圖集

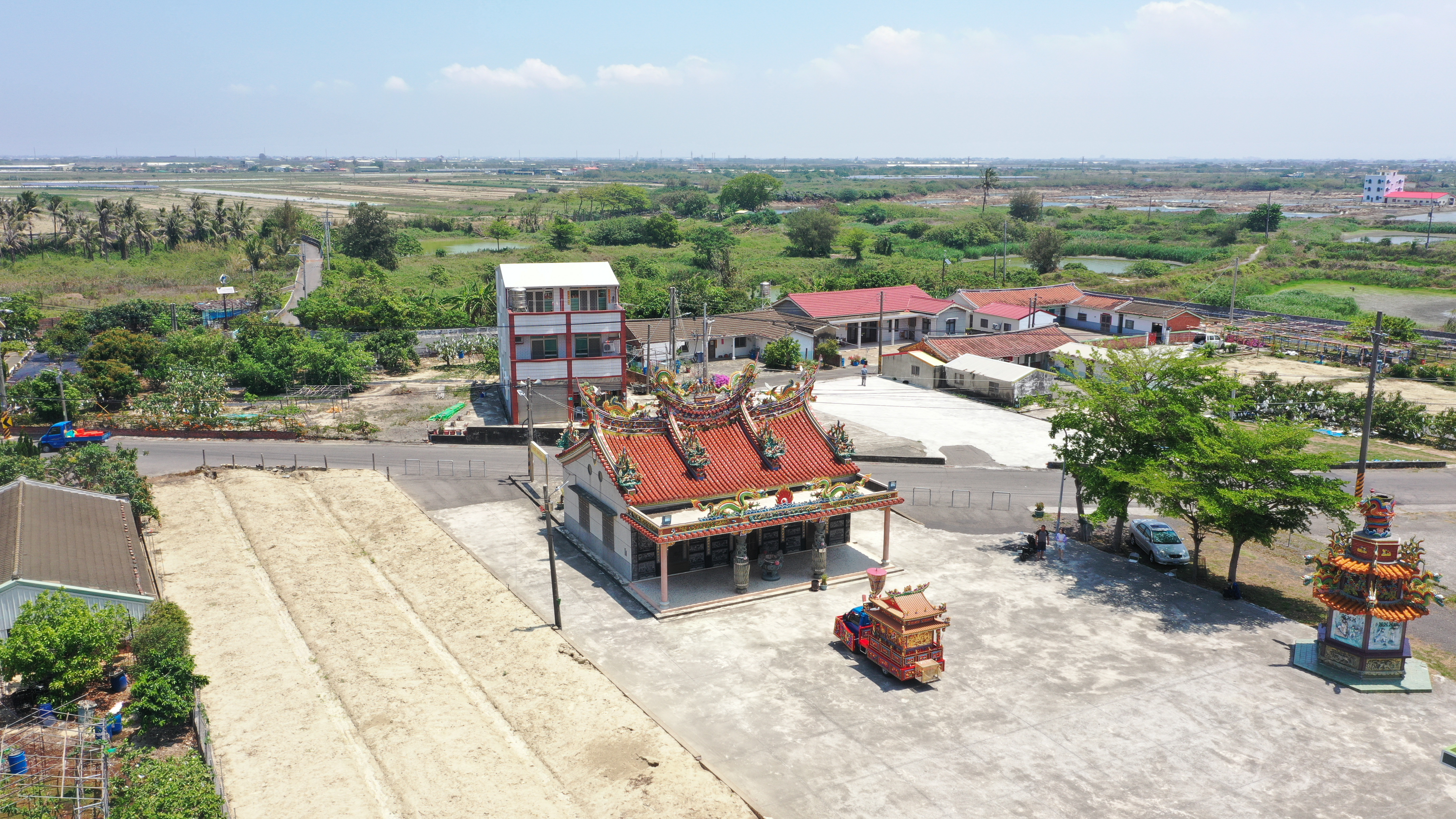
空照
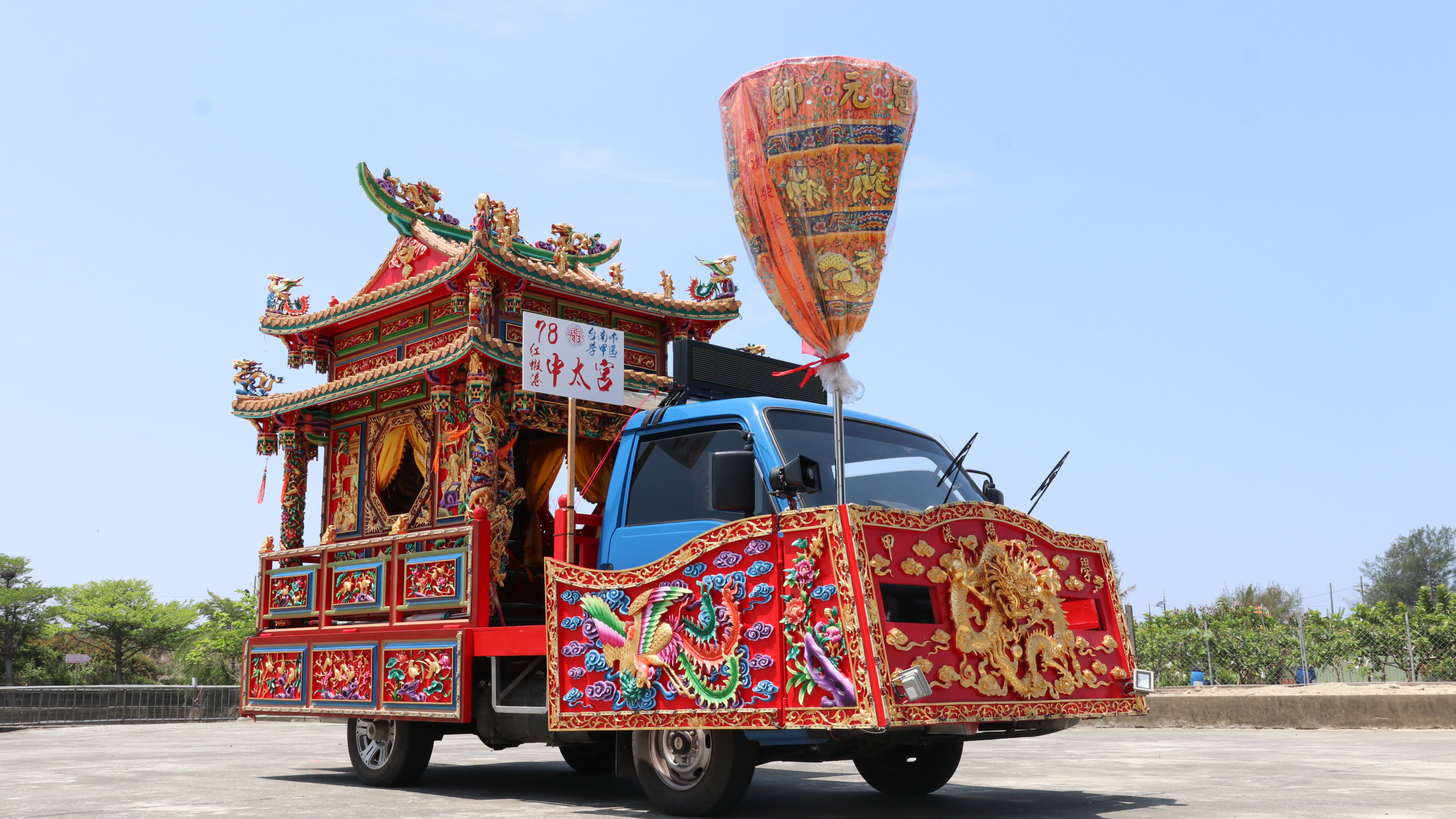
輦宮
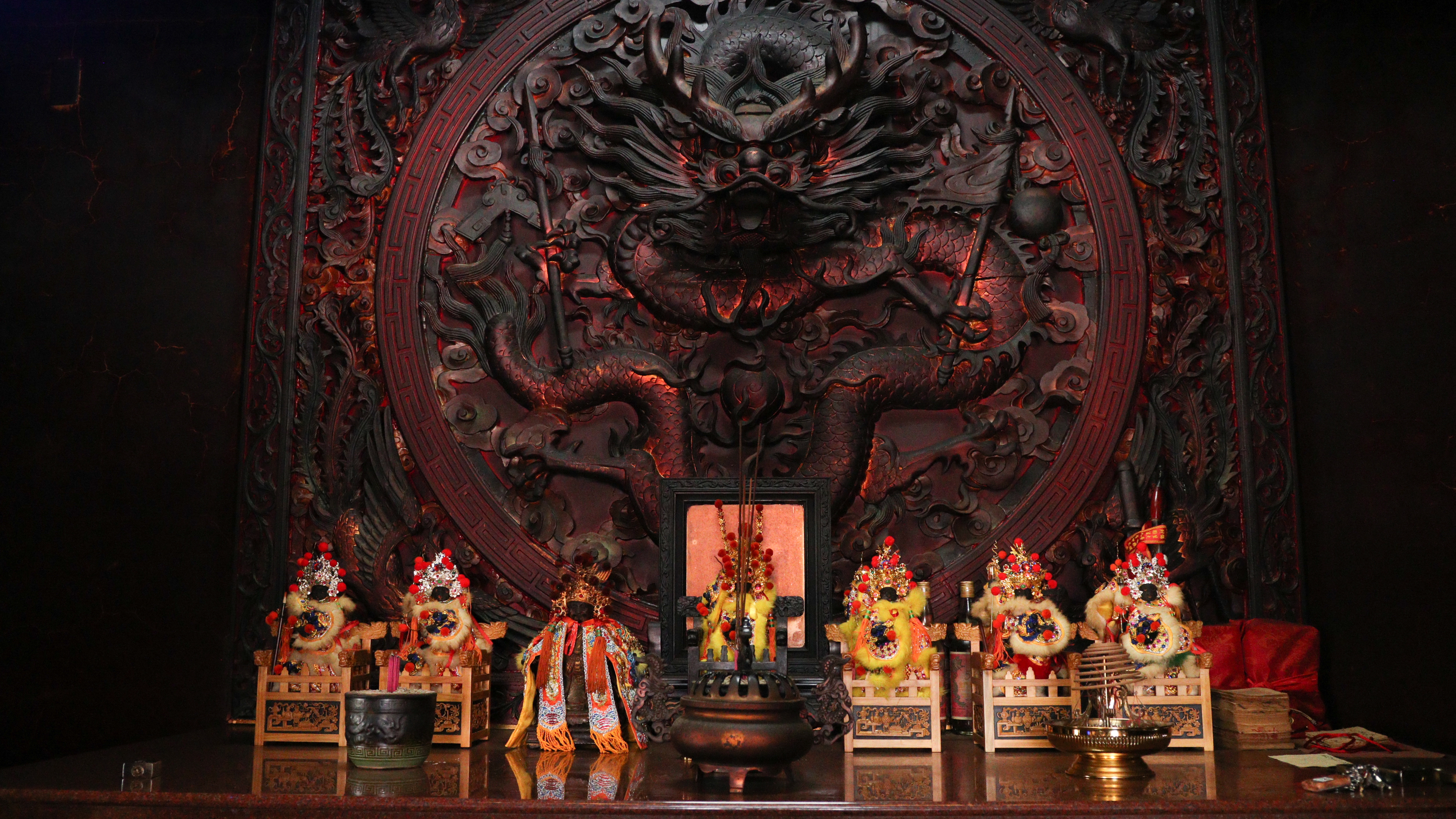
神龕
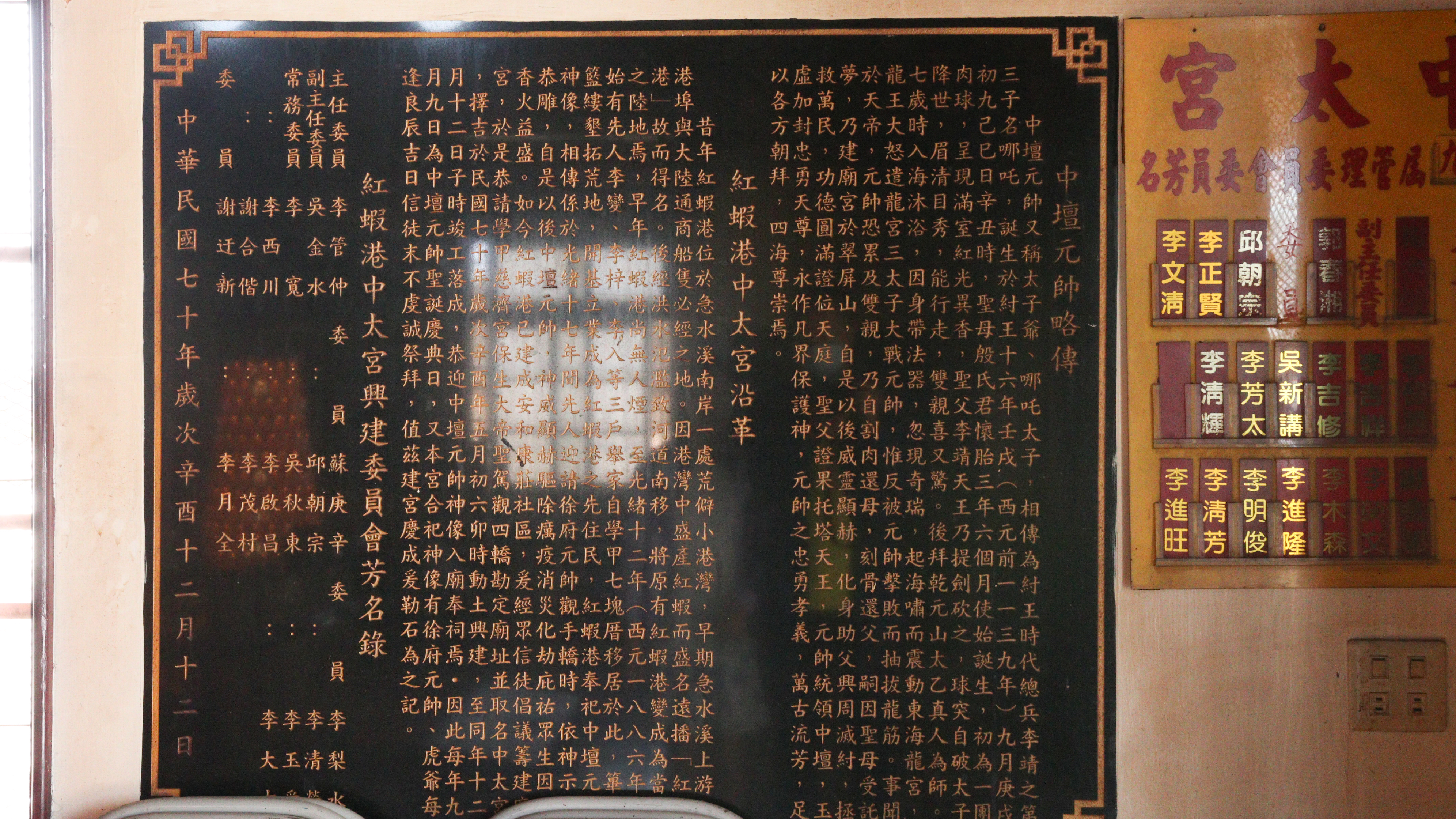
紀念沿革碑
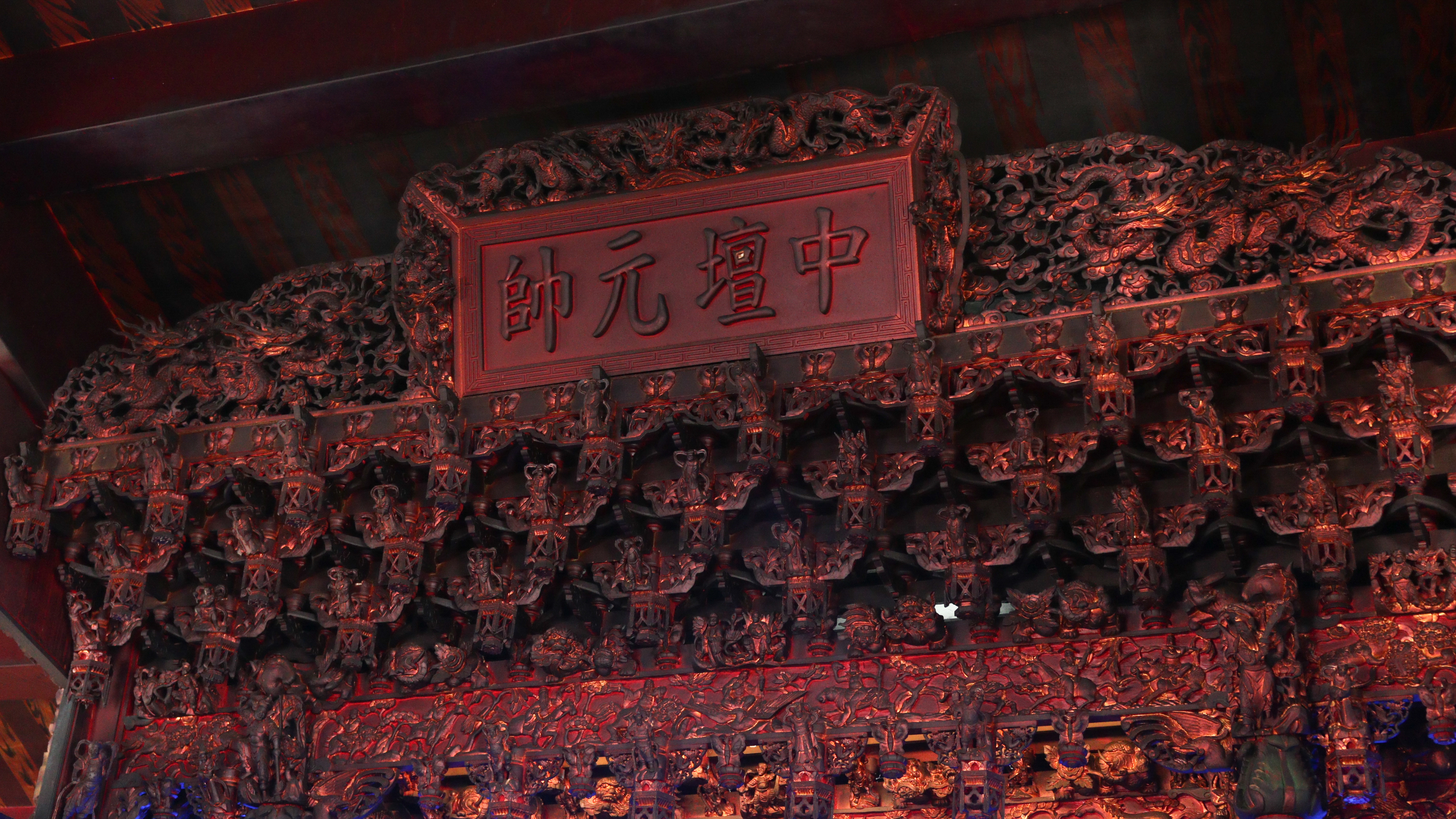
紅蝦港中太宮-主祀匾額
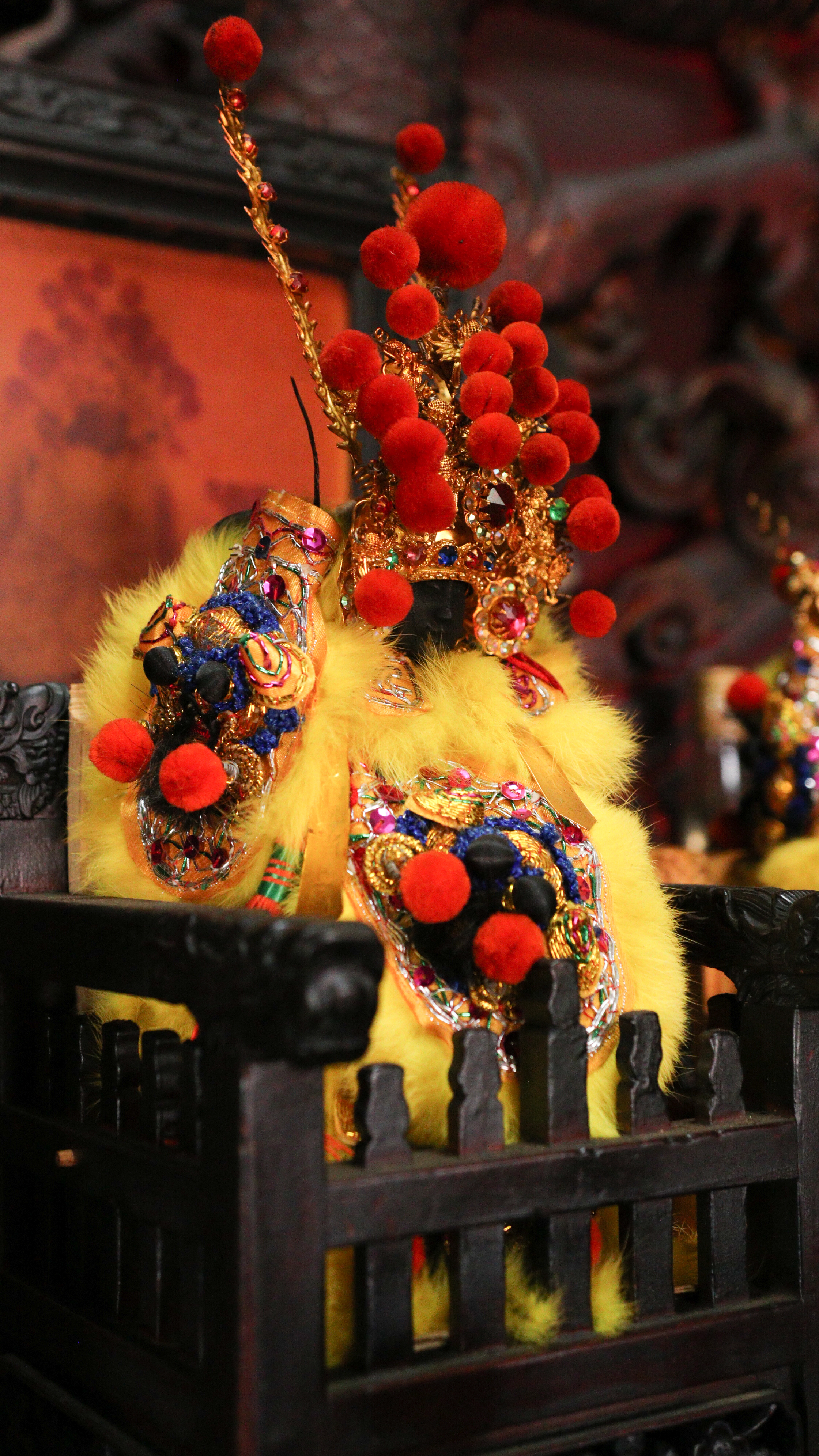
紅蝦港中太宮-主祀中壇元帥